# Суперкубок Бельгии по футболу 2022
Суперкубок Бельгии по футболу 2022 (нидерл. Belgische Supercup 2022) — 43-й розыгрыш Суперкубка Бельгии. В нём встретились чемпион Бельгии «Брюгге» и обладатель Кубка Бельгии  «Гент». Матч состоялся 17 июля 2022 года на стадионе Ян Брейдел в Брюгге.

## Отчёт о матче
| Брюгге          | 1:0 | Гент |
| --------------- | --- | ---- |
| Сков Ольсен 39′ |     |      |